# Рапаич, Милан
Ми́лан Рапа́ич (хорв. Milan Rapaić; 16 августа 1973, Нова-Градишка) — хорватский футболист, полузащитник. Провёл 49 матчей за сборную Хорватии. Участник чемпионата мира 2002 и чемпионата Европы 2004.

## Карьера

### Клубная
Рапаич — воспитанник «Хайдука» из Сплита. В этом клубе он и начинал свою карьеру. В составе «Хайдука» Милан стал трёхкратным чемпионом Хорватии. В 1996 году он перешёл в итальянскую «Перуджу», игравшую в Серии А. В первом же сезоне с Рапаичем она вылетела в Серию В, но следующем году вновь вернулась в элиту и смогла там закрепиться. Рапаич, и перешедший в «Перуджу» Хидетоси Наката, были лидерами команды. За 4 сезона проведённых в «Перудже» Рапаич сыграл 121 матч и забил 20 мячей.
В 2000 году Рапаич перешёл в «Фенербахче», в составе которого стал чемпионом Турции, но затем получил травму и потерял место в основе команды. Проведя в Турции 2 сезона Милан вернулся в «Хайдук», в составе которого начинал свою карьеру, но сыграл за клуб только 11 матчей. В 2003 году он перешёл в итальянскую «Анкону». Проведя один сезон в Италии он оказался в льежском «Стандарде», где Рапаич стал одним из лидеров. Проведя 3 сезона за «Стандард», ветеран вернулся в Хорватию, перейдя как свободный агент в клуб второй по значимости хорватской лиги «Трогир», где и закончил карьеру.

### Сборная
Рапаич дебютировал за сборную Хорватии в апреле 1994 года, в матче со сборной Словакии. В составе сборной он участвовал в чемпионате мира 2002 года, где сыграл 2 матча. Милан неожиданно стал героем в матче со сборной Италии, забив победный гол в её ворота, примечательной этой игра стала тем, что после поражения от сборной Мексики из основного состава Хорватии были отправлены в запас её лидеры Роберт Просинечки и Давор Шукер, и несторя на предрекаемые перед игрой прогнозы окончательного развала команды, «омоложённая» Хорватия нанесла поражение фавориту группы. Также Милан играл на чемпионате Европы 2004, забив мяч сборной Франции. В 2007 году Рапаич объявил о завершении международной карьеры.

## Достижения
Хайдук
- Чемпион Хорватии: 1992, 1993/94, 1994/95
- Обладатель Кубка Хорватии: 1992/93, 1994/95, 2002/03

Фенербахче
- Чемпион Турции: 2000/01